# 板倉文忠
板倉 文忠（いたくら ふみただ、1940年8月6日 - ）は、日本の工学者。専門は情報通信工学。名古屋大学名誉教授。元電子情報通信学会副会長。紫綬褒章受章。愛知県豊川市出身。

## 略歴
- 1959年 愛知県立時習館高等学校卒業
- 1963年 名古屋大学工学部電子工学科卒業
- 1965年 名古屋大学大学院工学研究科同専攻修士課程修了
- 1968年 同博士課程満了
- 1968年 日本電信電話公社（現・日本電信電話）電気通信研究所入所
- 1972年 論文「統計的手法による音声分析合成系」で名古屋大学より工学博士の学位を取得。
- 1973年 - 1975年 ベル研究所マレーヒル音声・音響研究室客員研究員
- 1998年 - 2000年 電子情報通信学会副会長[1]
- 1984年 名古屋大学教授[2]
- 2004年 名古屋大学定年退官
- 2004年 名城大学理工学部教授就任
- 2006年 ASPROTEC 大学発ベンチャー企業Cを設立、代表取締役に就任。
- 2011年3月 名城大学理工学部教授を退職し、故郷　豊川市で家業を受け継ぎながら、太陽光発電事業を開始、現在に至る。

## 業績
専門は音声情報処理、デジタル信号処理。1967年自己回帰過程の漸近的最尤スペクトル推定による音声分析合成方式の発明、1969年偏自己相関係数（PARCOR)方式の発明、1973年最小予測残差による音声認識の提案、1975年線スペクトル対（LSP)による音声分析合成方式の発明と携帯電話等への応用などの業績で知られる。

## 受賞歴
- 1986年 モーリス・N・リーブマン記念賞
- 2004年 朝日賞[3]
- 2005年 IEEEジャック・S・キルビー信号処理メダル
- 2009年 C&C賞

電子情報通信学会・日本音響学会から多数の論文賞、業績賞、功績賞を受賞。電子情報通信学会フェロー、名誉会員、IEEEフェロー。2003年春紫綬褒章を受勲。